# VU IV
Les VU IV, pour voitures unifiées du type IV forment une classe de voitures ferroviaires standardisées utilisées en Suisse par les CFF. Elle a été introduite dès 1981.

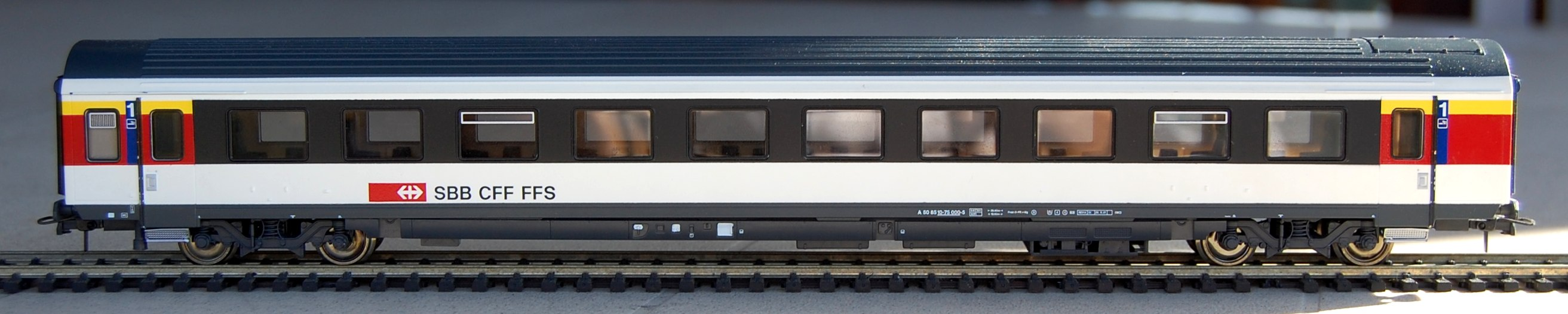
Modèle réduit de la voiture VU IV A 50 85 10-75 000 des CFF

## Caractéristiques
Après l'expérience plutôt mauvaise des VU III, l'industrie ferroviaire ainsi que les Chemins de fer fédéraux suisses (CFF) mettent au point un nouveau type de voitures : les voitures unifiées de type IV, peintes en gris vert. Elles ont les caractéristiques de construction des voitures Corail  de la SNCF et de la voiture Eurofima, qui avaient été conçues par les CFF.
En 1981, 40 voitures climatisées VU IV de 1re classe furent livrées. Elles montrent la ressemblance avec les voitures Corail de la SNCF. Elles ont en effet toutes les deux 10 fenêtres entre les portes d'accès à la voiture. En 1983, les voitures de 2e classe qui, elles, ont en revanche 11 fenêtres entre les portes d'accès et la voiture-restaurant furent livrées.
Ces voitures ont un poids de 40-43 tonnes et certaines voitures ont un aménagement intérieur des sièges de type avion. Cela s'explique en partie par une relative impopularité des voyageurs vis-à-vis des sièges 4 par 4. Ainsi, 19 voitures de 1re classe (110-128) et 36 voitures de 2e classe (140-159 et 194-209) ont un aménagement intérieur de type avion. Finalement ce type d'aménagement « avion » ne sera pas renouvelé, les usagers suisses préférant les sièges en vis-à-vis.

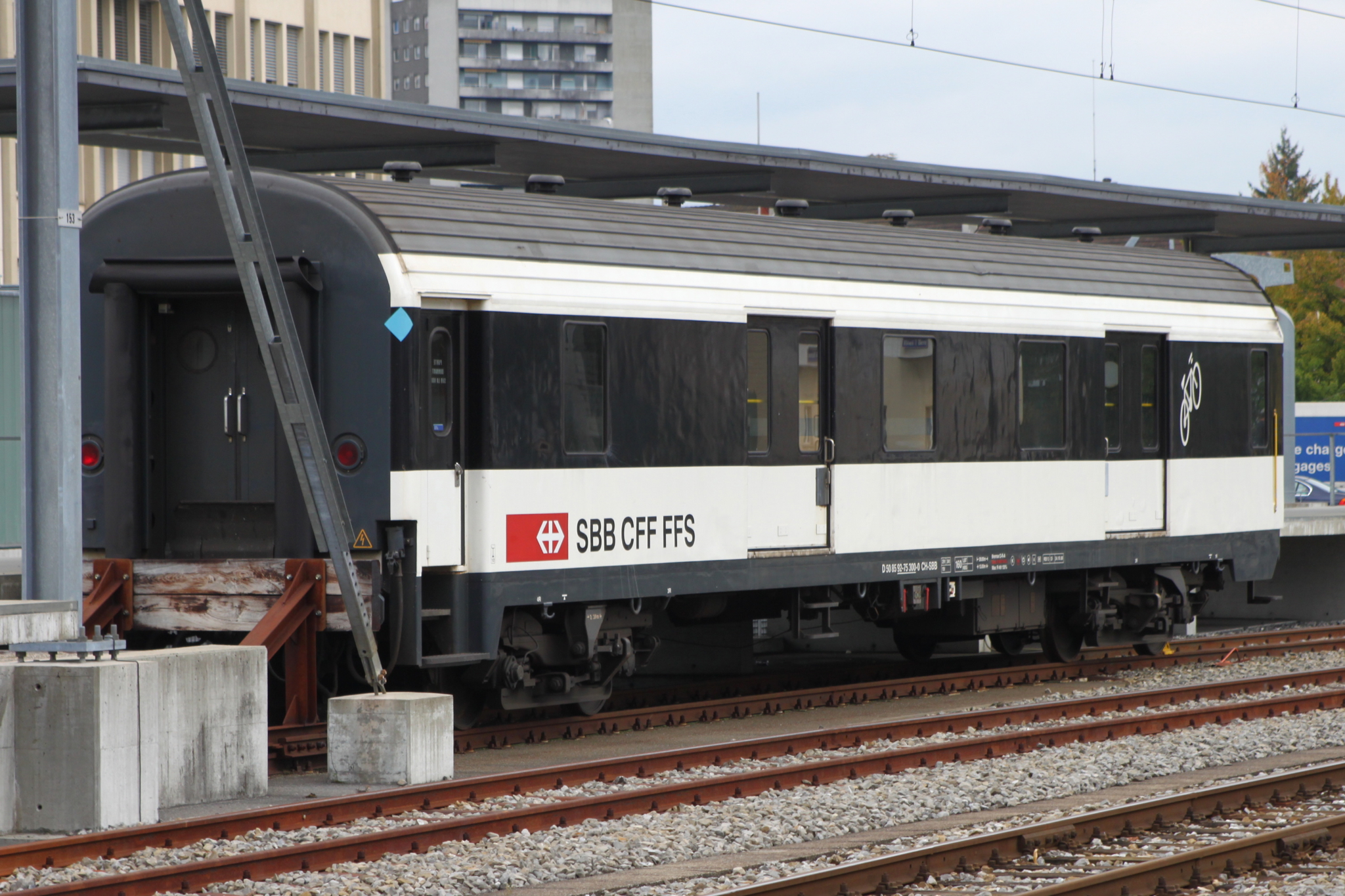
D MC76 ex-SNCF, en nouvelle livrée

Cependant, aucun fourgon de type VU IV n'avait été construit. Les trains VU IV devaient donc rouler avec des fourgons de type VU II qui avaient été repeints à cet effet aux couleurs des voitures VU IV. Comme les fourgons à bagages des VU II n'étaient pas adaptés à une vitesse supérieure à 140 km/h, les CFF durent chercher une solution et achetèrent 41 fourgons d'occasion MC 76 de type voitures Corail de la SNCF, qui étaient extérieurement similaires aux VU IV. 7 fourgons supplémentaires ont été échangés en 2004 au BLS, ils seront radiés un an plus tard déjà.
Entre 1996 et 1997 puis entre 2004 et 2005, de nouvelles voitures pilotes IC Bt 50 85 28-94 900-959 et 960-989 furent conçues sur la base des voitures EuroCity. Elles ont en seconde classe, par conséquent, plus de place entre les sièges qui sont disposés quatre par quatre dans une allée centrale, la porte en fin de voiture et sont capables d’atteindre les 200 km/h. Elles sont équipées de toilettes à circuit fermé. L’apparence de la cabine est la même que celle de la Re 460.
Les VU IV étaient initialement destinés aux trains InterCity. Mais avec une population croissante et l’apparition des voitures EuroCity, des IC 2000 et des ICN, les VU IV ont également été utilisés dans d'autres services. Aujourd'hui, elles roulent tant sur des relations InterCity que InterRegio, et elles ont remplacé les anciens types de voitures qui étaient parfois encore en usage dans les services intérieurs.
Les VU IV étaient la dernière conception des CFF, même si par la suite les voitures EuroCity, le S-Bahn Zurich, les IC 2000 et les ICN furent produits.

## Effectif
| Classe de la voiture                              | Année de construction | Désignation                                    | Nombre construit | Solde 2016 | Remarques                                                                              |
| ------------------------------------------------- | --------------------- | ---------------------------------------------- | ---------------- | ---------- | -------------------------------------------------------------------------------------- |
| 1re Classe                                        | 1981–1992             | A 50 85 10-73 000–219                          | 220              | 170        | 75 V/max 160 ; 95 V/max 200                                                            |
| 2e Classe                                         | 1983–1990             | B 50 85 21-73 000–292                          | 293              | 303        | 84 V/max 160 ; 205 V/max 200 ; 14 ex-A V/max 200                                       |
| Voiture restaurant (Buffet Suisse puis Mitropa)   | 1983                  | WR 50 85 88-73 000–003                         | 4                | 0          | radiées en 2006                                                                        |
| Voiture restaurant (Catering)                     | 1986                  | WR 50 85 88-73 100–116 WRm 61 85 88-94 200–201 | 19               | 18         | V/max 200 88 75 104 radié janv. 2005, suite incendie à Aigle en janv. 2004             |
| Voiture McDonald's (puis Coop Railshop)           | 1992                  | WR 50 85 88-73 750–751 S 50 85 89-75 750–751   | 2                | 0          | radiées en oct. 2007                                                                   |
| Voiture salon (norme-RIC)                         | 1987                  | S 61 85 89-90 100–101                          | 2                | 2          | « Le Salon de Luxe », V/max 200                                                        |
| Reconstruction VU IV                              |                       |                                                |                  |            |                                                                                        |
| «Papstwagen» (Papamobile) (ex-B)                  | (1984)                | S 50 85 89-73 000                              | (1)              | 1          | « Le Salon Liberté », ex-B 21-73 114, V/max 200                                        |
| Voiture de mesure                                 | (1986)                | X 60 85 99-90 108                              | (1)              | 1          | ex-B 21-73 199, V/max 250                                                              |
| Transformation de voiture en VU IV                |                       |                                                |                  |            |                                                                                        |
| 1re Classe avec compartiment bagages (ex-A 10-73) | 2004–2005             | AS 50 85 81-95 001–035                         | 35               | 35         | V/max 200                                                                              |
| Fourgon MC 76 (ex-SNCF)                           | (1978) 1991-1996      | D 50 85 92-75 300–340                          | 41               | 4          | 310 + 311 = Gotthard Panorama Express 302 + 324 = campagne « trébucher.ch » de la SUVA |
| Fourgon MC 76 (ex-SNCF et BLS)                    | (1978) déc. 2004      | D 50 63 92-75 060-066                          | 7                | 0          | radiés en déc. 2005                                                                    |
| Voiture pilote (Type IC)                          | 1996–2004             | Bt 50 85 28-94 900–989                         | 90               | 90         | V/max 200, chaudron de voiture EC                                                      |

1. ↑  [PDF] SBB_FV_Flotte_Plakat_2016
2. 1 2 3 4 5  Après la transformation pour trains réversibles, les voitures ont pris la désignation de -75 au lieu de -73. Les voitures capables d'atteindre la vitesse de 200 km/h prirent la désignation de -95. Les numéros de série sont respectivement restés les mêmes.
3. ↑  Vendues par les CFF en 2006.
4. ↑  Ces voitures restaurants furent transformées en WRm 61 85 88-94 100-116.
5. ↑  juergs.ch
6. ↑  Ex-B 50 85 21-73 114 transformé en « Papamobile » en 1984, puis transformé en « PanGottardo »  conçu spécialement pour célébrer les 125 ans de la ligne ferroviaire du Gothard en 2007.
7. ↑  campagne « trébucher.ch »

### Galerie

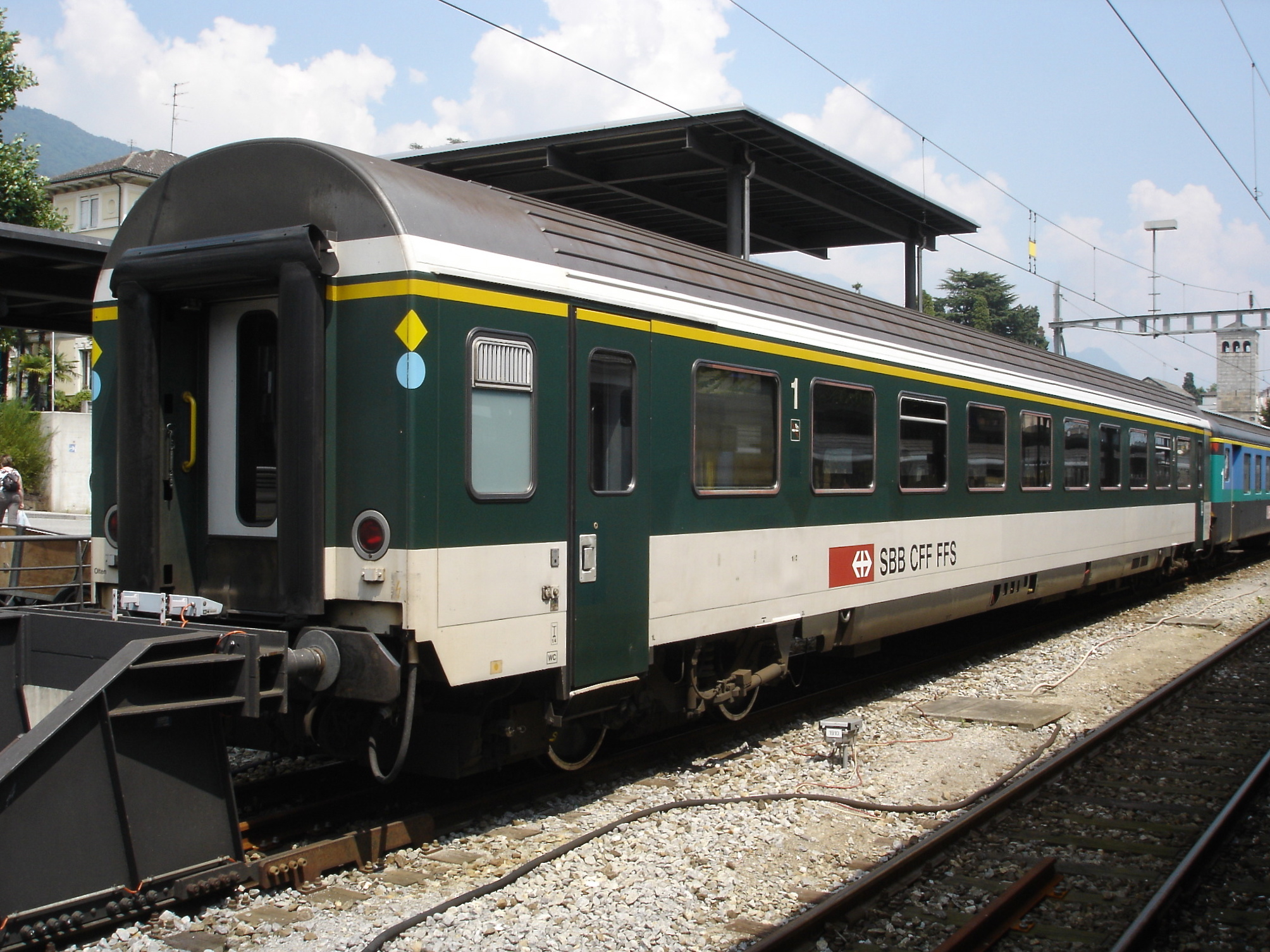
A livrée d'origine (navettisée)
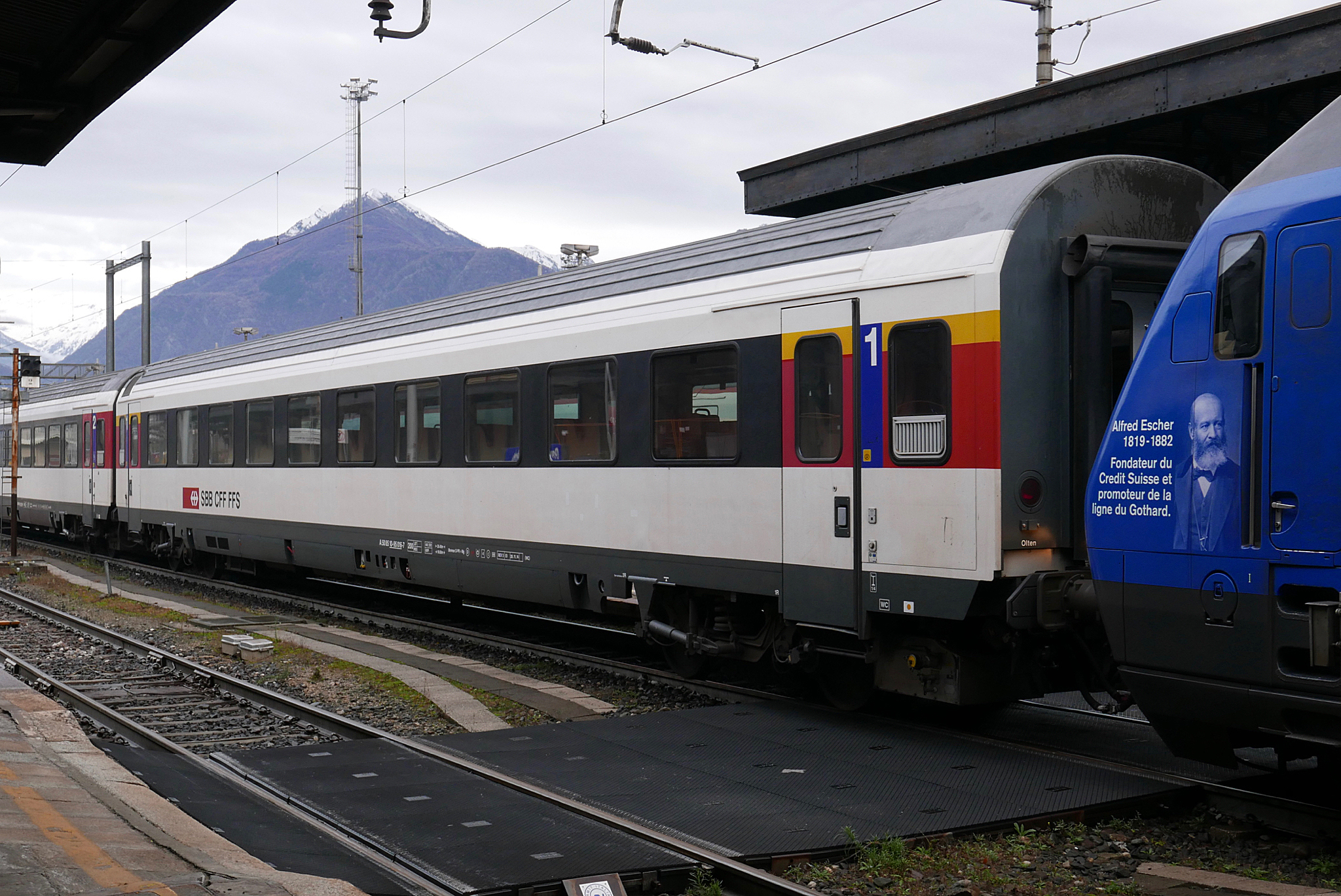
A modernisée, avec petit bandeau noir (limité au pourtour des fenêtres ; les Bt ayant les fenêtres plus hautes, le bandeau noir a dû être rehaussé, visible sur la seconde voiture)
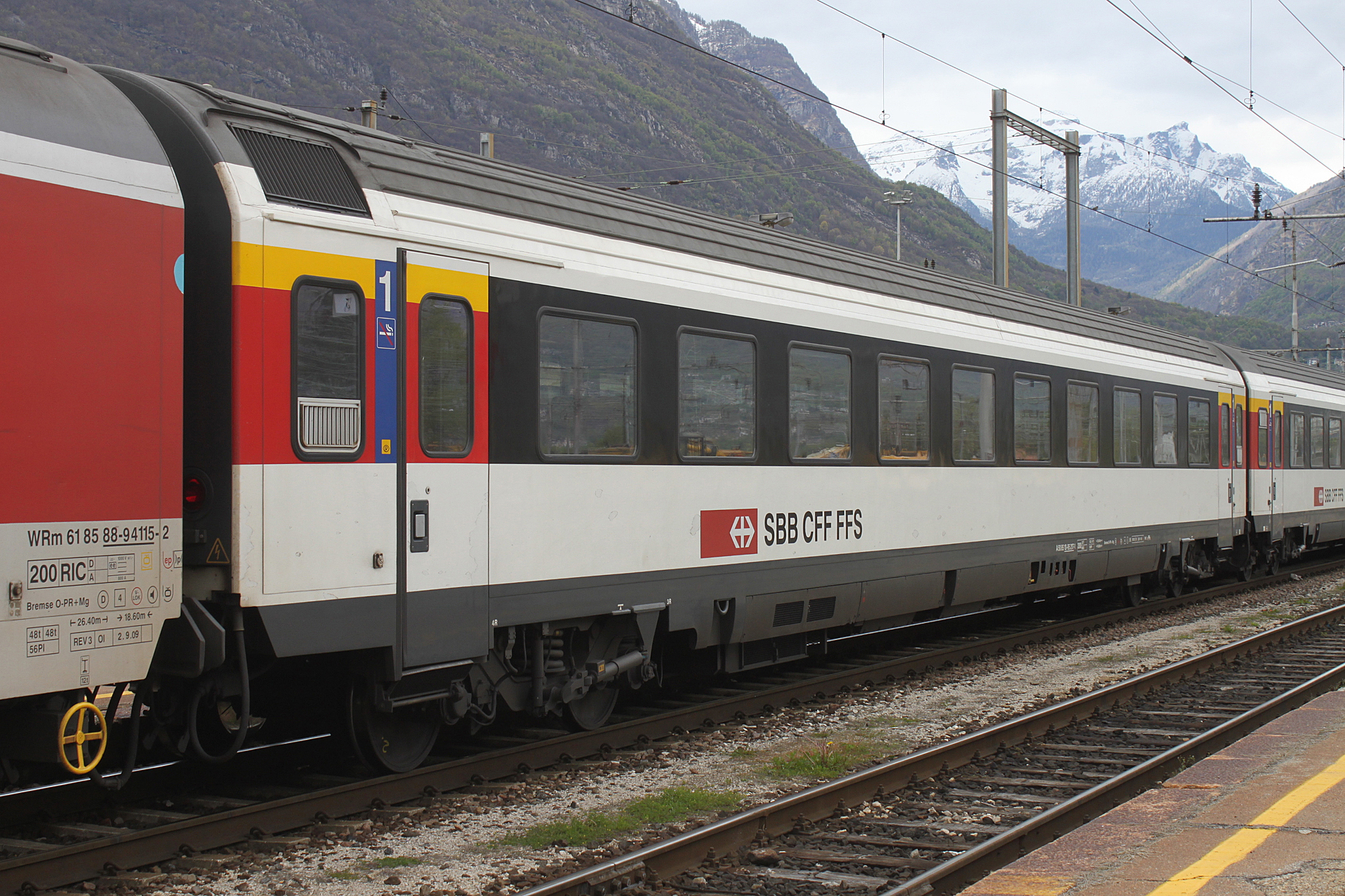
A modernisée
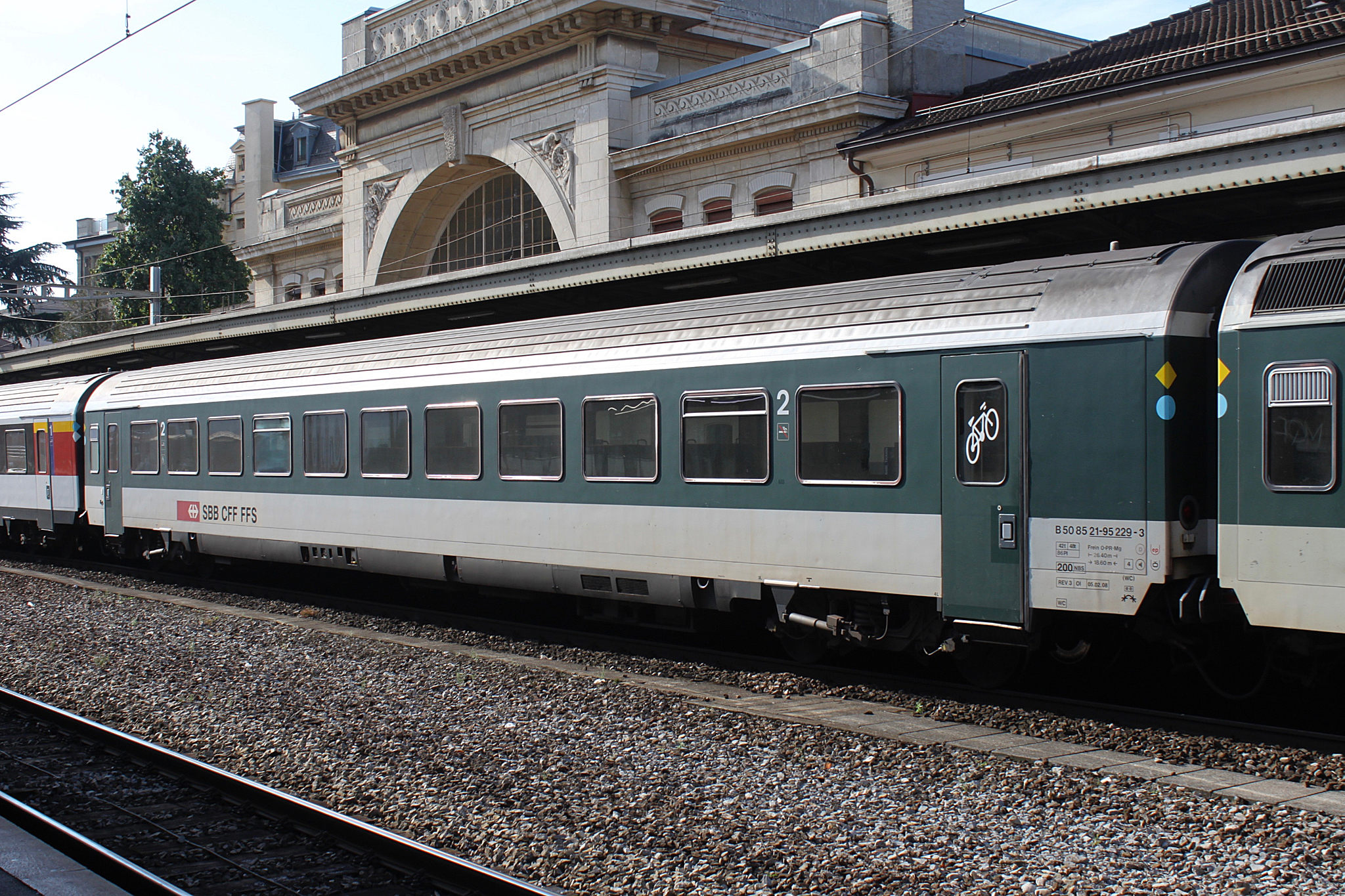
B livrée d'origine (navettisée)
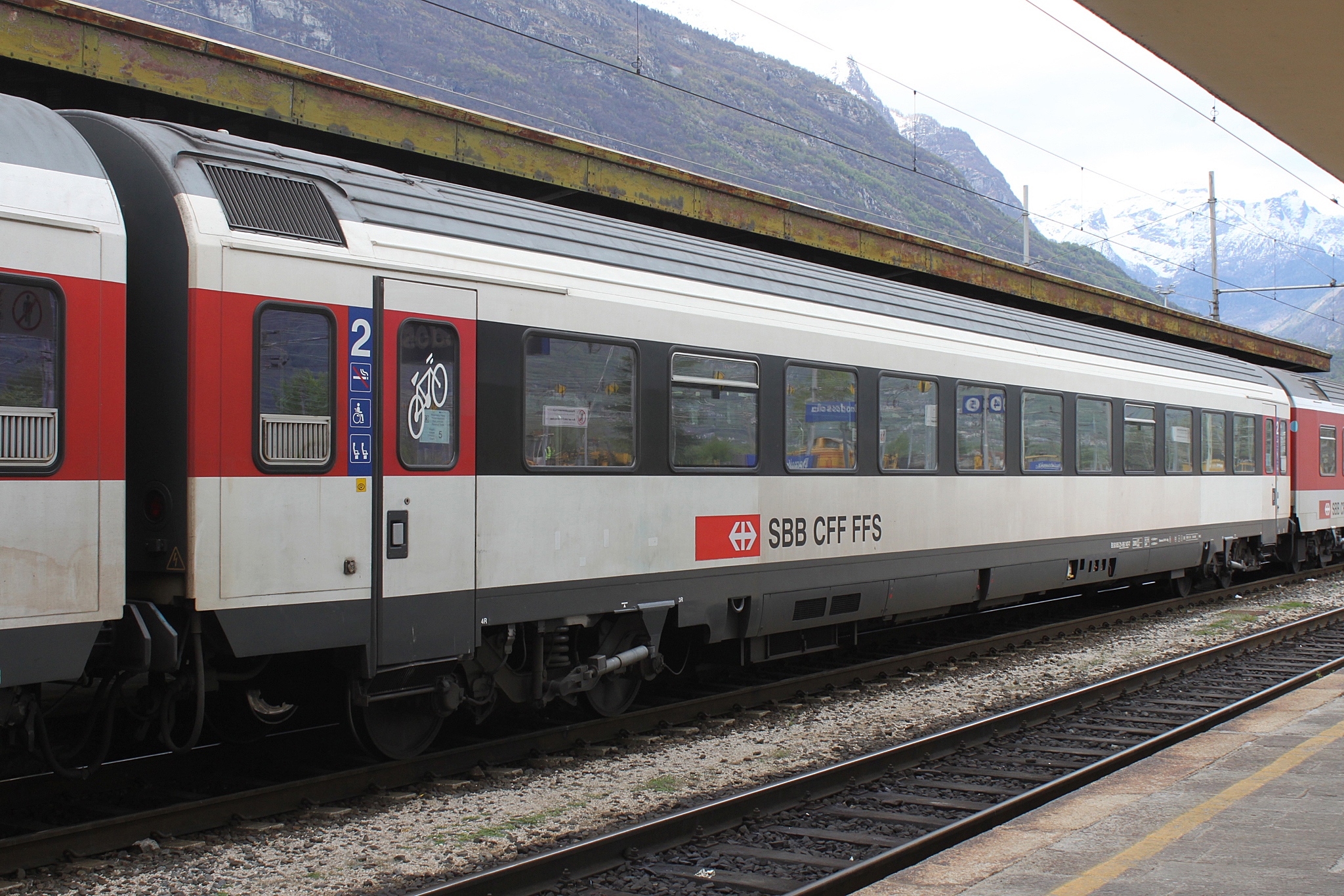
B modernisée, avec petit bandeau noir (limité au pourtour des fenêtres ; les Bt ayant les fenêtres plus hautes, le bandeau noir a dû être rehaussé)
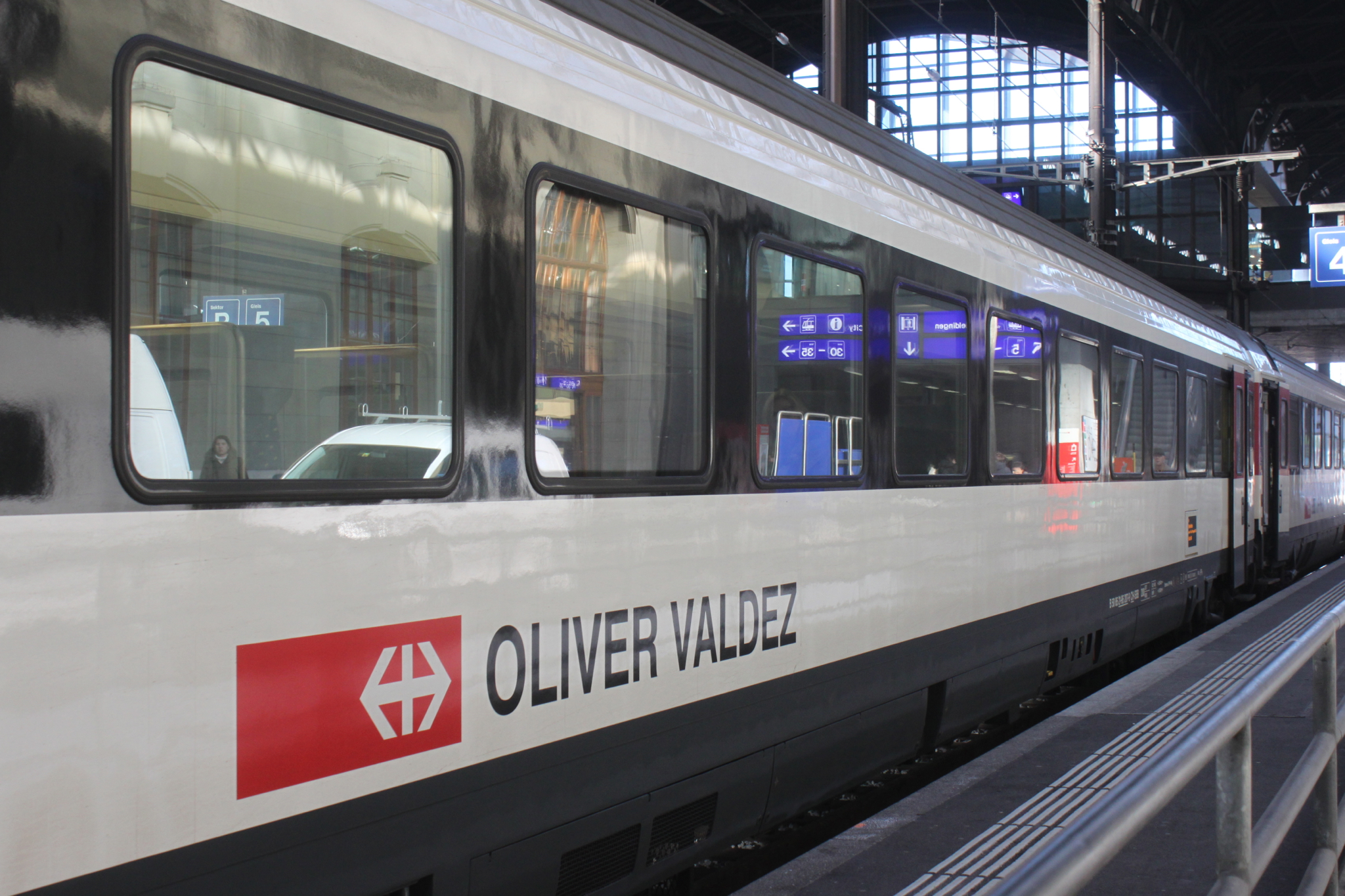
B modernisée avec nouveau display d'itinéraire à LED
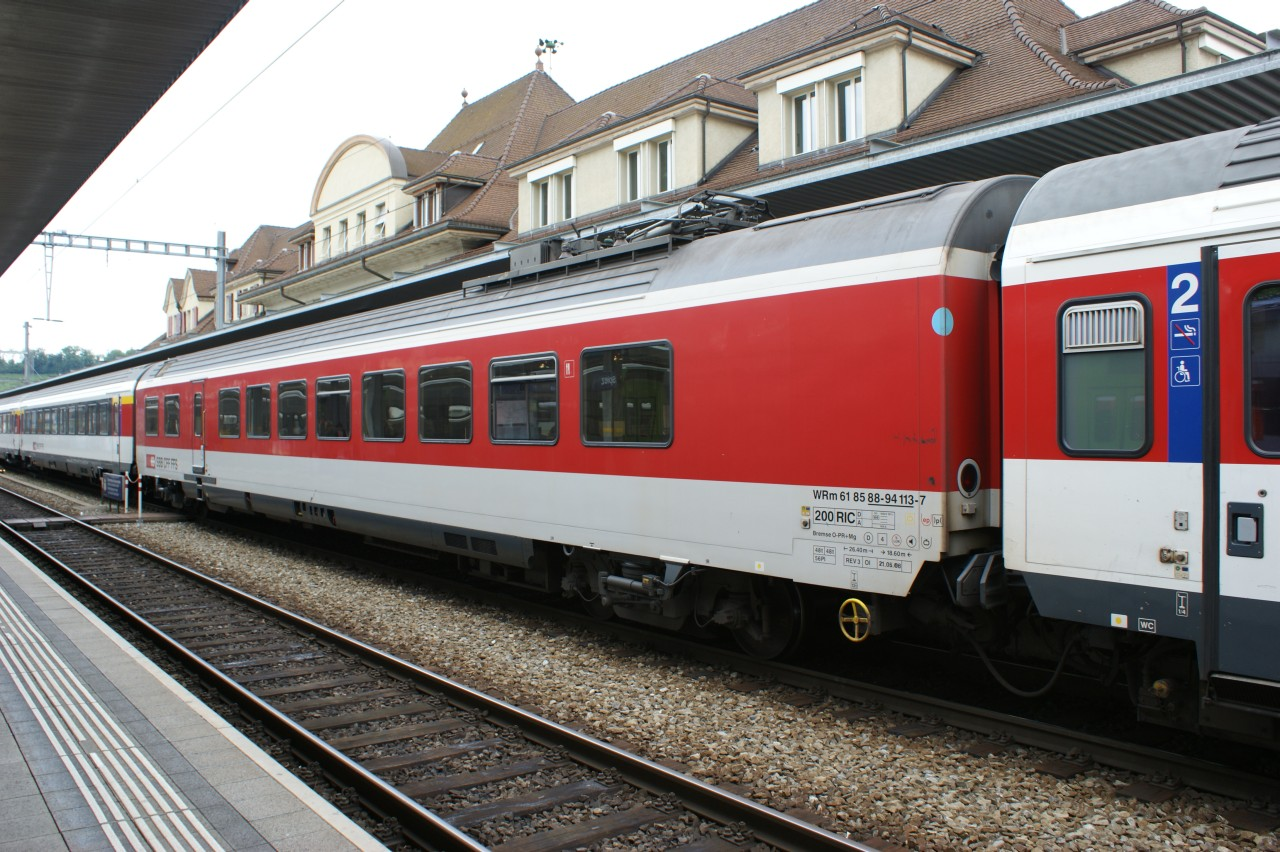
WRm ex-WR de série en livrée d'origine
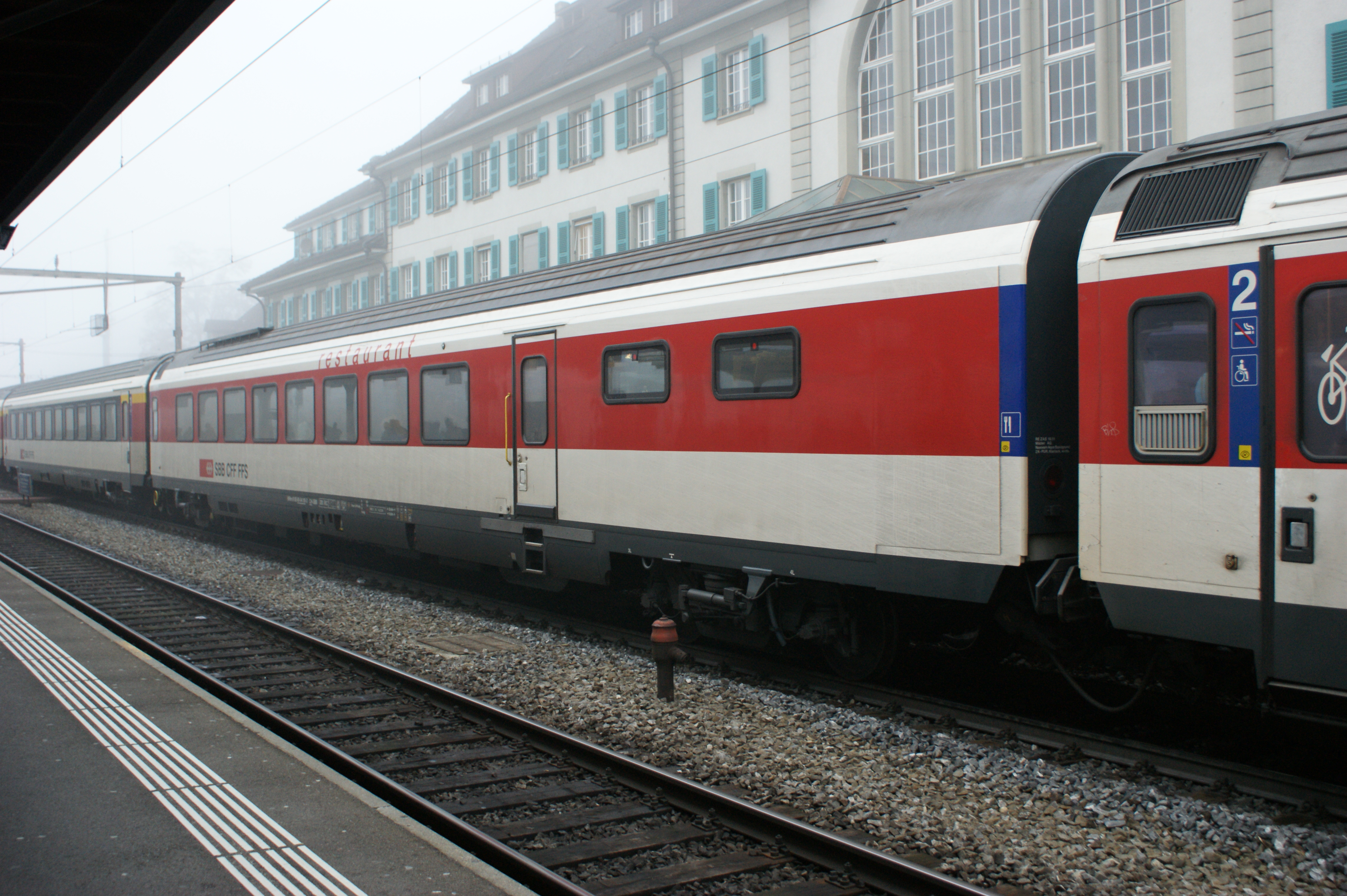
WRm modernisé
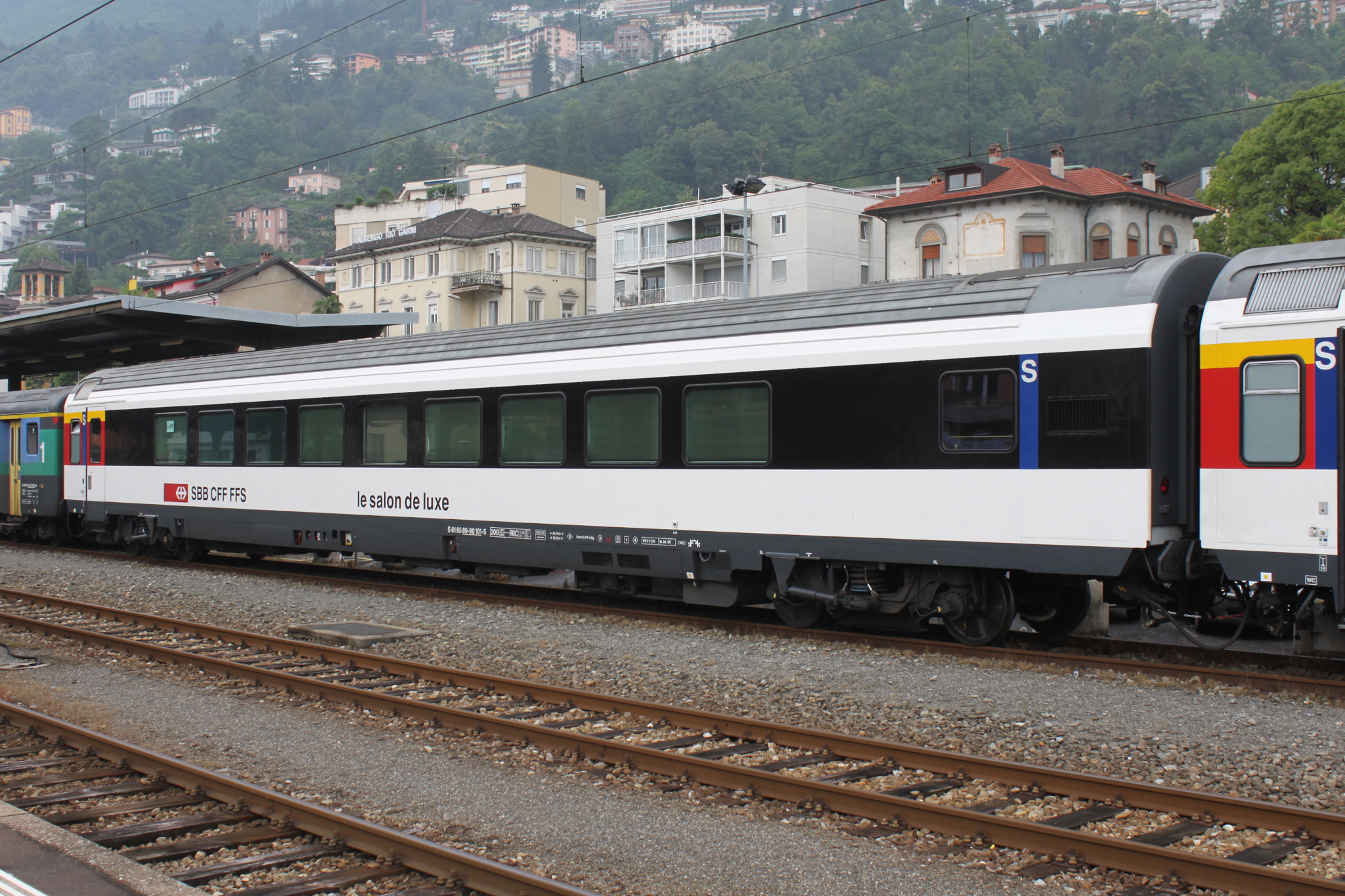
S 61 85 89-90 101 « Le Salon de Luxe », à une seule plateforme d'accès
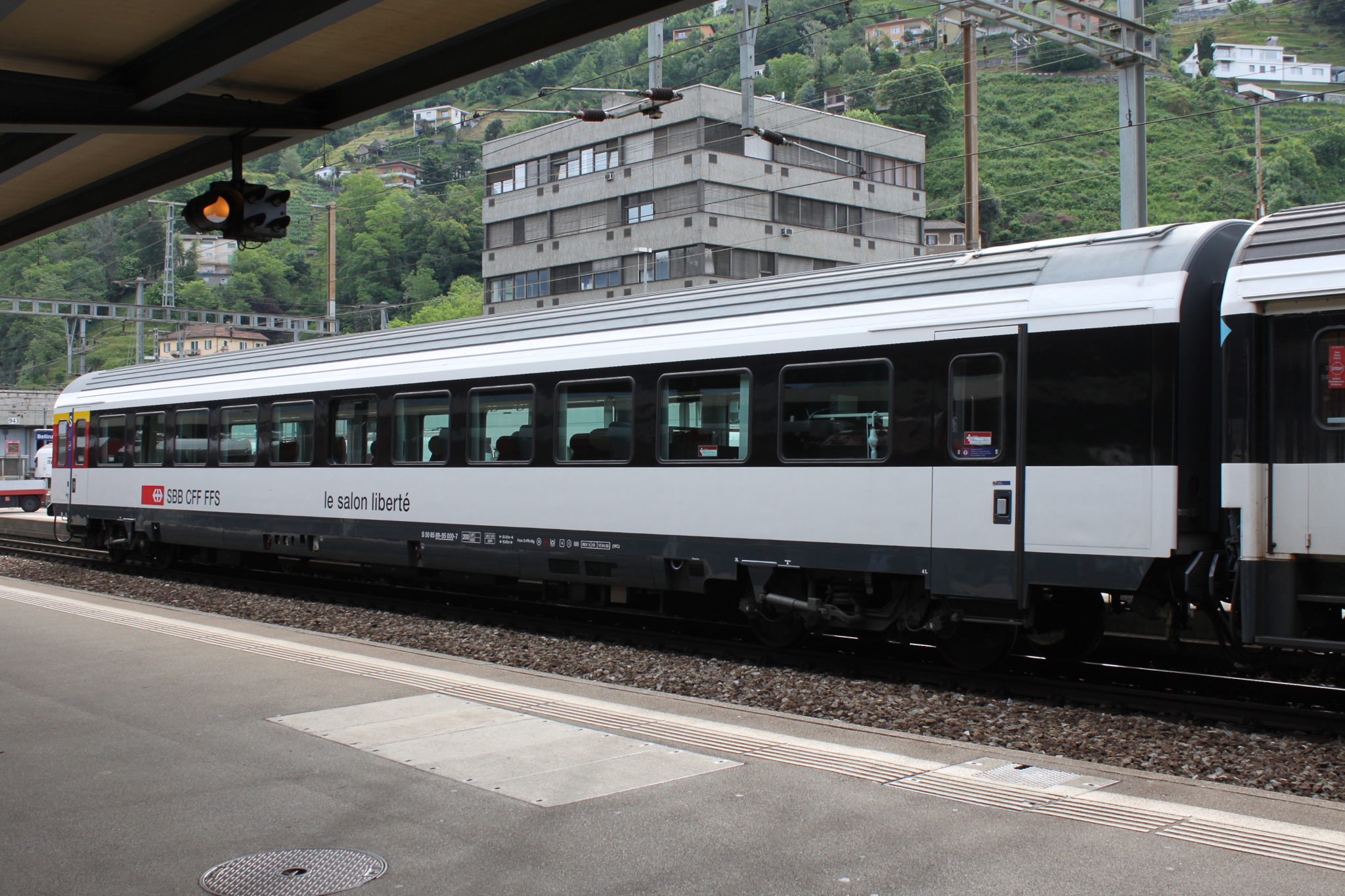
S 50 85 89-95 000 « Le Salon Liberté », ex-Papamobile, à deux plateformes d'accès
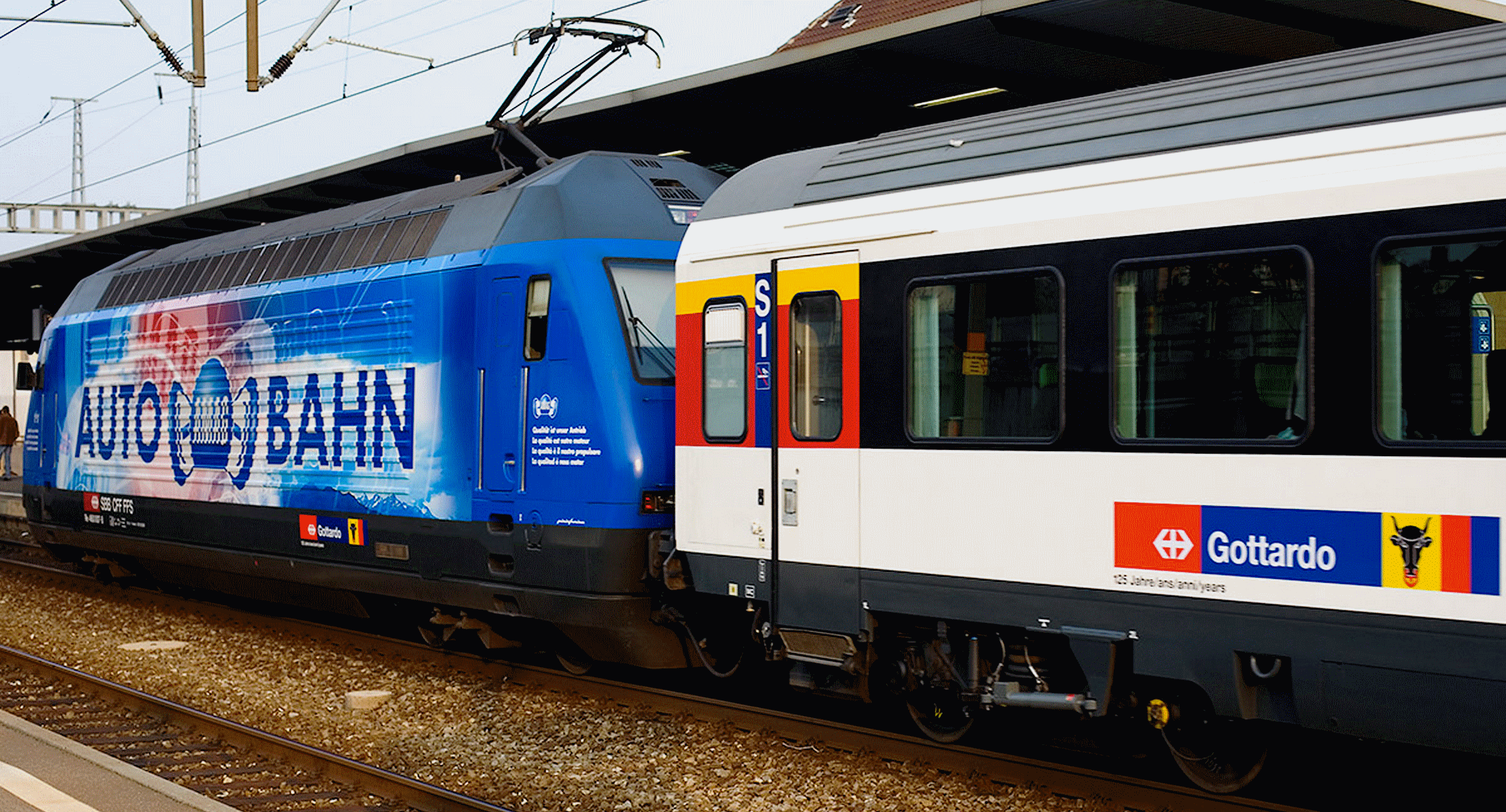
S 50 85 89-95 000 PanGottardo, ex-Papamobile et future Salon Liberté
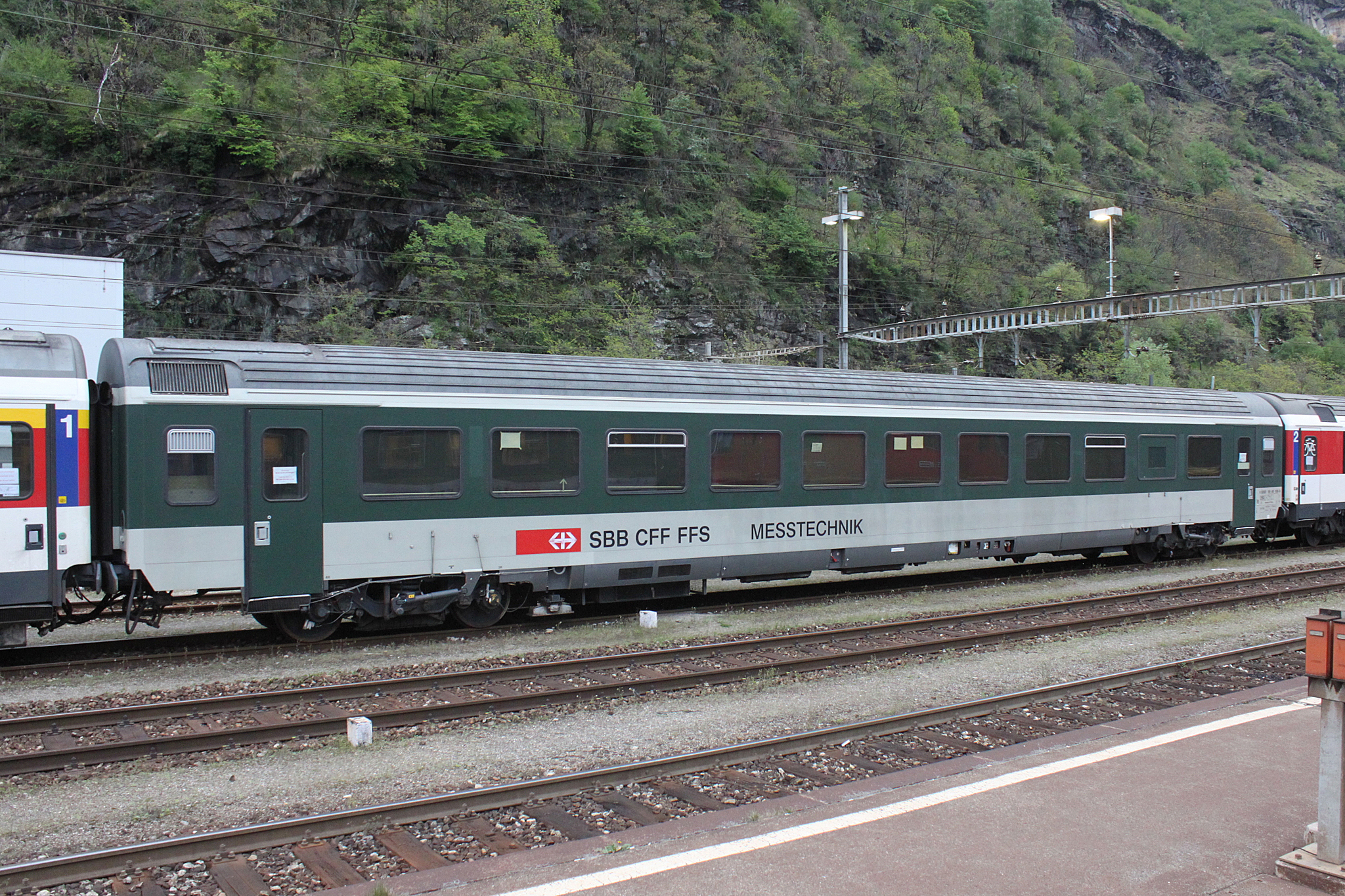
Voiture de mesure X 60 85 99-90 108 en ancienne livrée (2012)
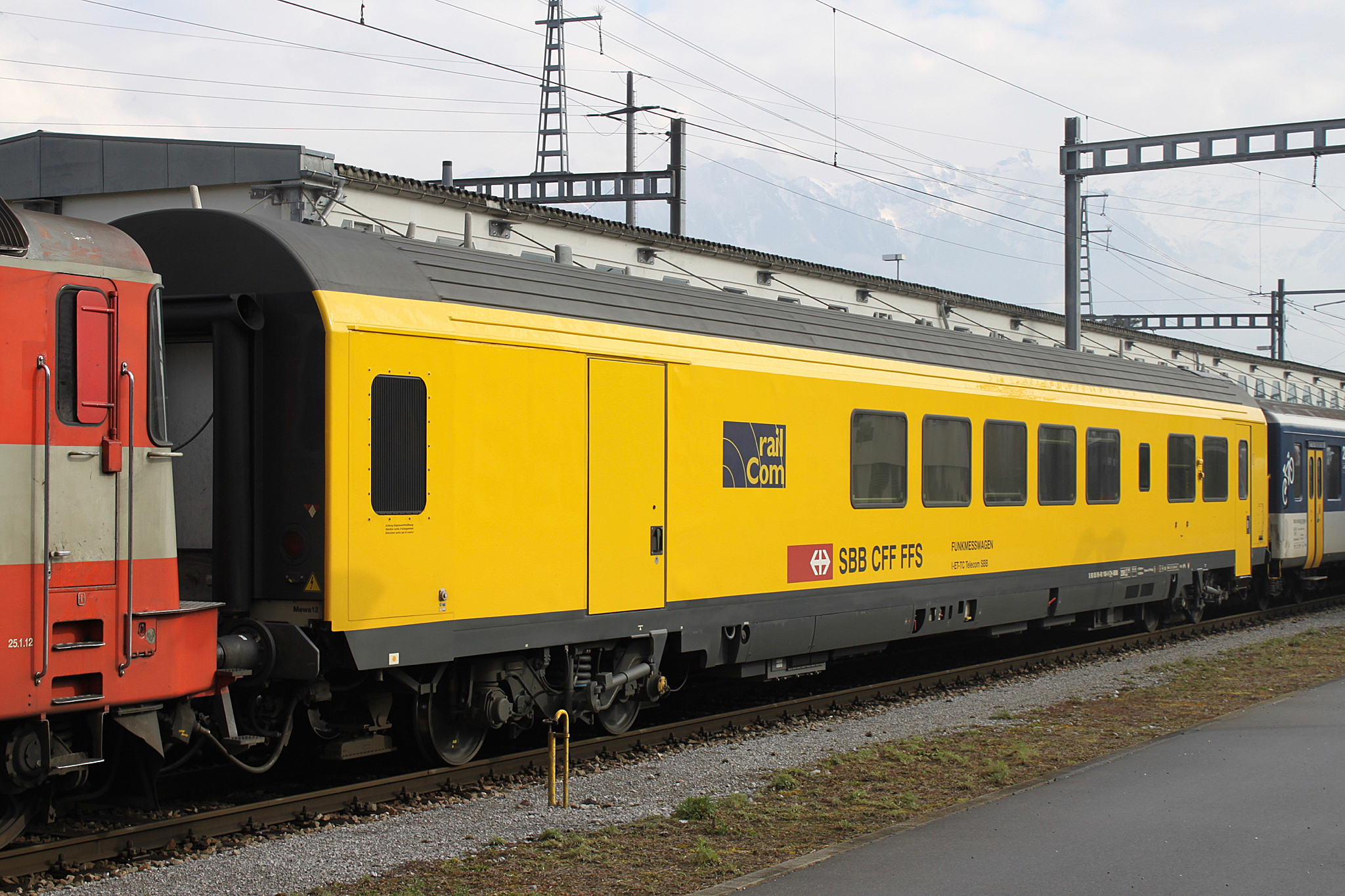
La même voiture en livrée actuelle (2016)
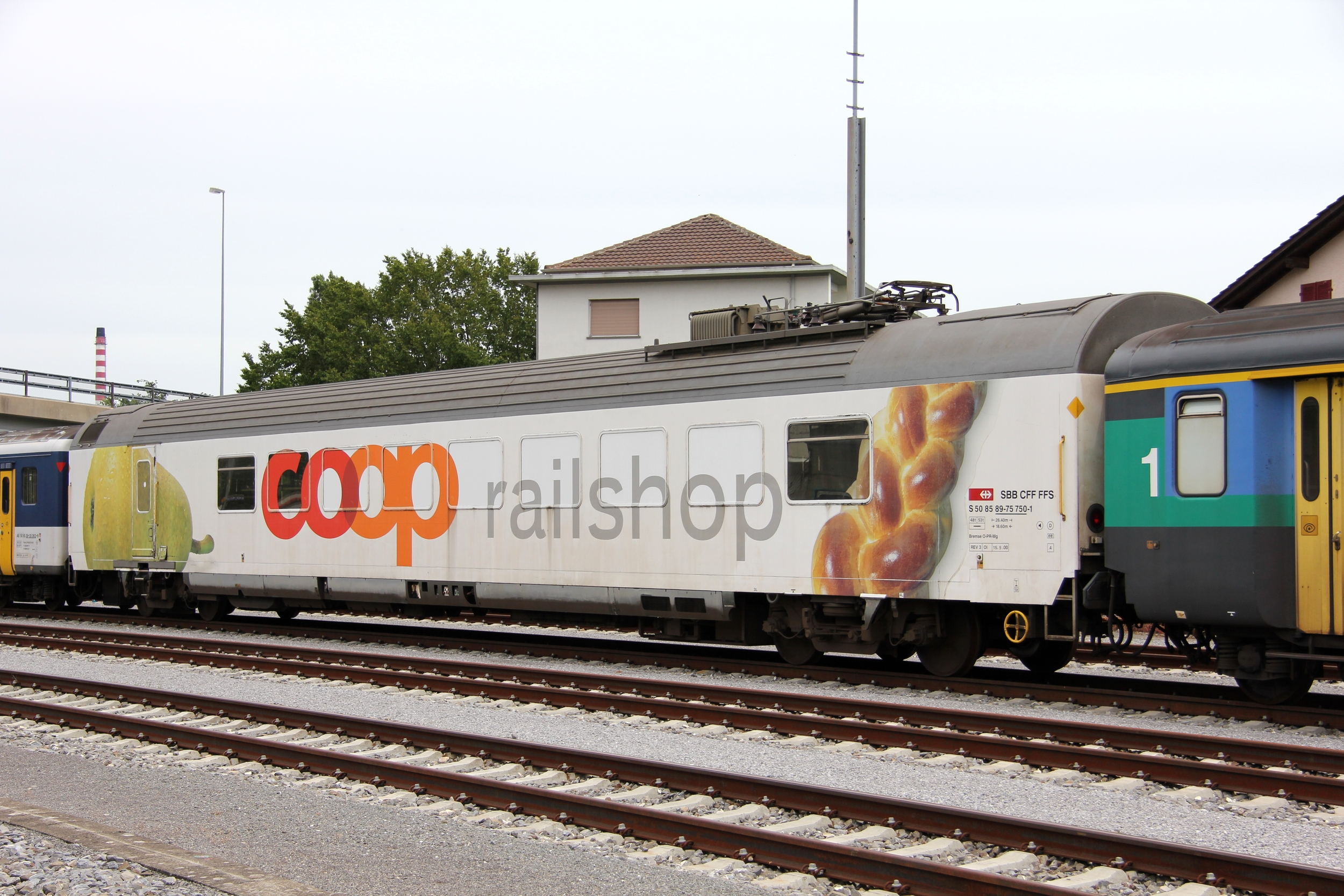
S 89-75 750 Coop Railshop et ex-McDonald's, radiée en octobre 2007, en attente de réaffectation (2012)

Au total, 540 VU IV ont été construites, dont 496 pour les CFF, 32 pour le BLS, 8 pour le BT et 4 pour le SOB.

### Compagnies privées

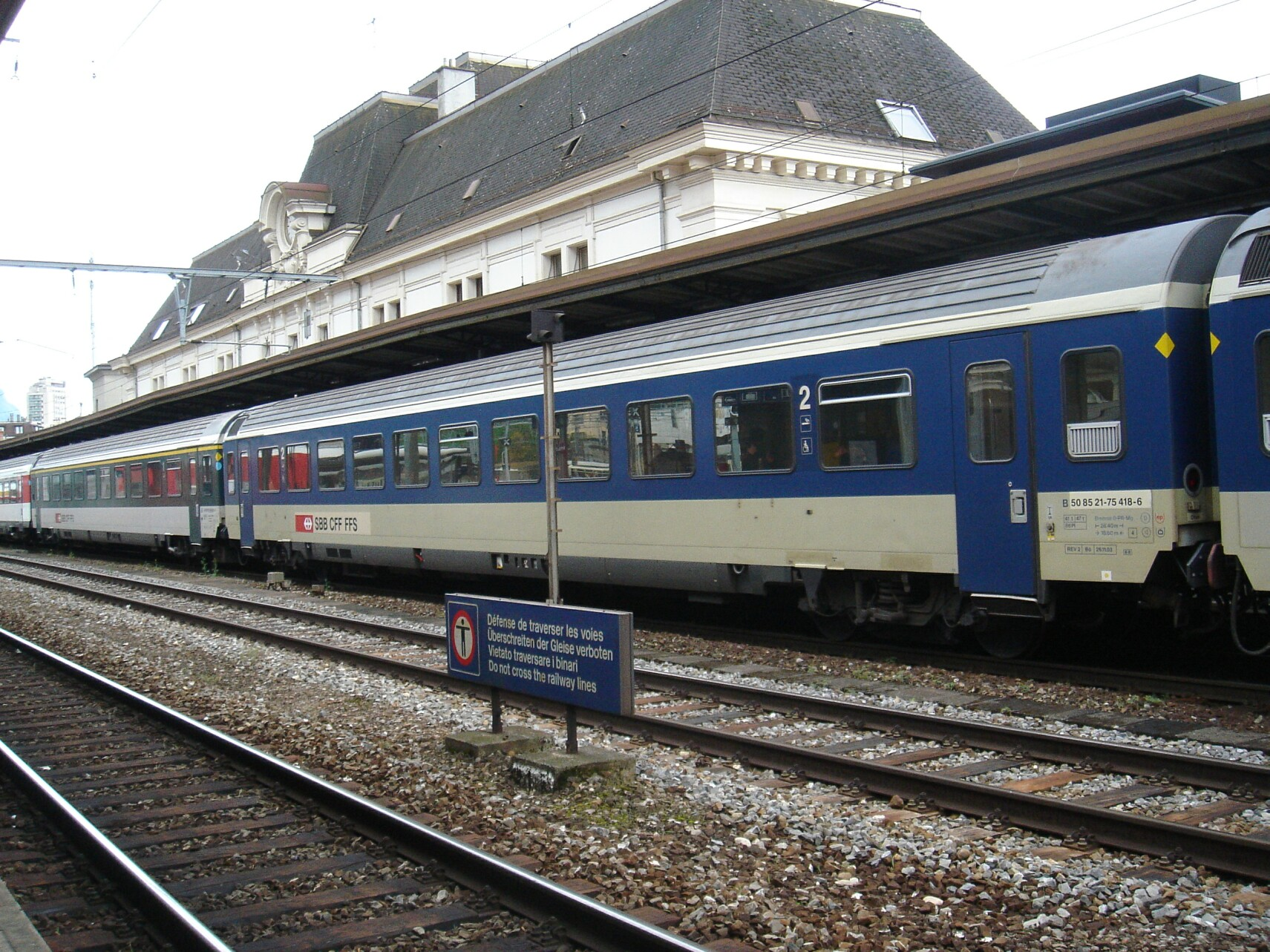
B VU IV CFF ex-BLS, toujours en livrée bleue (jusqu'à sa modernisation)

#### BLS
32 VU IV (12 A et 20 B) ont été achetées en 1985 et 1991 par le BLS, 3 B supplémentaires sont rachetées au BT en 1999. 7 fourgons MC 76 sont rachetés d'occasion à la SNCF en 1990-1991 pour porter la vitesse d'une composition de VU IV à 160 km/h. Les 35 VU IV et les 7 D MC76 seront transformées pour la réversibilité, complétés par 6 voitures-pilotes IC louées aux CFF (28-94 954 à 959). Toutes les VU IV et MC 76 seront échangé le 12 décembre 2004 contre l'ensemble des VU III CFF, dans le cadre de l'abandon par le BLS des relations grandes lignes et la reprise de toute l'exploitation du RER bernois (voie normale) par le BLS.

#### BT
Le Bodensee Toggenburg Bahn (BT) acheta huit voitures VU IV (2 A et 6 B) en 1990-1991 pour moderniser la relation Voralpen-Express, en commun avec les CFF et le SOB. En 1999, 3 B sont reprises par le BLS, les cinq autres voitures (2 A et 3 B) par les CFF, échangées contre des VU I afin de les transformer en « Revvivo » pour le Voralpen-Express.

#### SOB
Le Südostbahn (SOB) acheta quatre voitures VU IV (1 A et 3 B) en 1990-1991 pour moderniser la relation Voralpen-Express, en commun avec les CFF et le BT. En 1999, les quatre voitures sont reprises par les CFF, échangées contre des VU I afin de les transformer en « Revvivo » pour le Voralpen-Express.

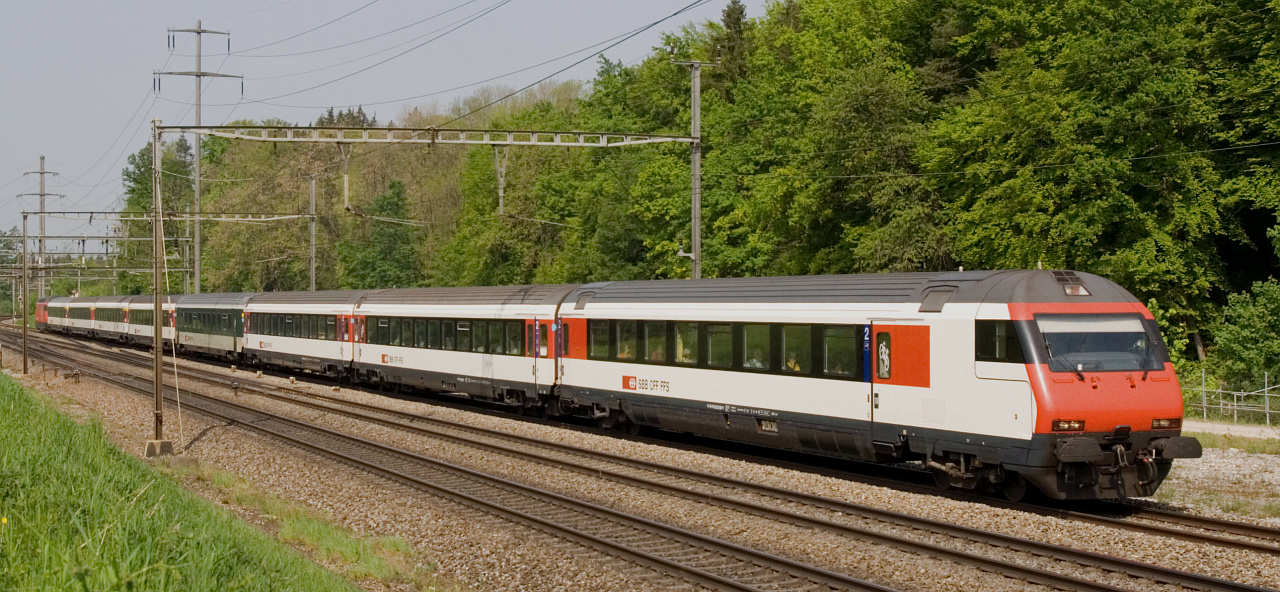
Rame de VU IV modernisées en 2007, une B n'a pas encore été rénovée et arbore toujours l'ancienne livrée IC

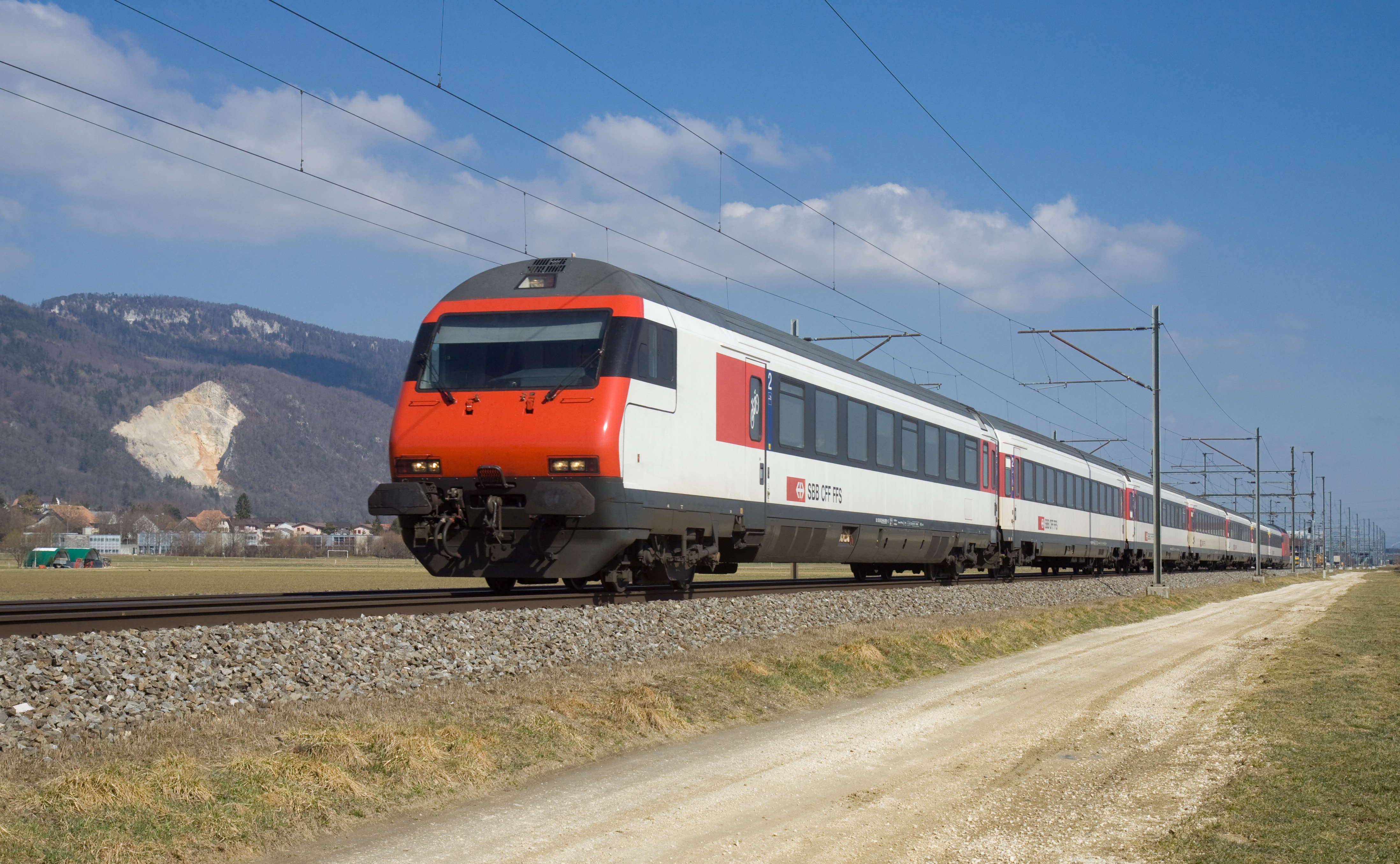
Rame de VU IV modernisées en 2012

## Modernisation
Entre 1996 et 2004, 297 voitures parmi les 508 VU IV sont modernisées aux ateliers industriels d’Olten, faisant partie du programme de révision global majeur (R4). Le projet présente en fin d'année ses premiers prototypes. Ce programme comprend entre autres le renouvellement de l’équipement intérieur et de la peinture extérieure par une nouvelle livrée blanche, rouge et noir, correspondant aux concepts Feng Shui, le montage de toilettes à circuit fermé ainsi que le renforcement des châssis qui devront supporter une augmentation du poids de la voiture dans le but d’atteindre la vitesse de 200 km/h, afin qu’elles soient prêtes pour le tronçon Mattstetten-Rothrist en décembre 2004. L'ambitieux programme a été révisé à plusieurs reprises au fil des années, à cause de l’indisponibilité des fonds, le manque de place dans les ateliers d’Olten et par le fait que la plupart des véhicules sont constamment en service et ce n’est que de justesse que l’on a pu transformer le nombre de voitures nécessaires pour le changement d'horaire du 12 décembre 2004 et les mettre à disposition de l’exploitation.
En 2005, le programme est interrompu. Cependant la même année, 35 voitures de première classe A 50 85 10-73 sont transformées dans l'usine de Neumünster de la Deutsche Bahn, en une voiture de première classe comprenant un compartiment de service (AS 50 85 81-95 001-035).
Entre 2007 et 2013, les actuelles 508 voitures unifiées de type IV faisant partie du parc InterCity sont modernisées. À cet effet, les Chemins de fer fédéraux suisses ont investi 56 millions de francs dans l'augmentation de leur confort et le maintien de la valeur, spécialement pour les 223 VU IV non encore modernisés en opposition des 297 voitures capables d’atteindre les 200 km/h qui sont déjà largement modernisées et prêtes pour les lignes NBS. Ainsi, au cours des prochaines années, outre les renouvellements techniques effectués dans le cadre de révisions régulières, toutes les fenêtres et les revêtements des sols seront remplacés, tandis que la peinture, l'éclairage et le revêtement des sièges seront unifiés et répondront à un design modernisé. La flotte grandes lignes profite ainsi d’une apparence uniforme et de prises électriques en 1re et 2e classe. Les voitures EuroCity et VU IV sont compatibles et peuvent alors être couplées à volonté.
Pendant ce temps, quatre voitures-restaurants (WR 50 85 88-73 000–003, prototypes) de 1983 ont été vendues par les CFF en mars et avril 2006 et sont maintenant exploitées comme des voitures privées.

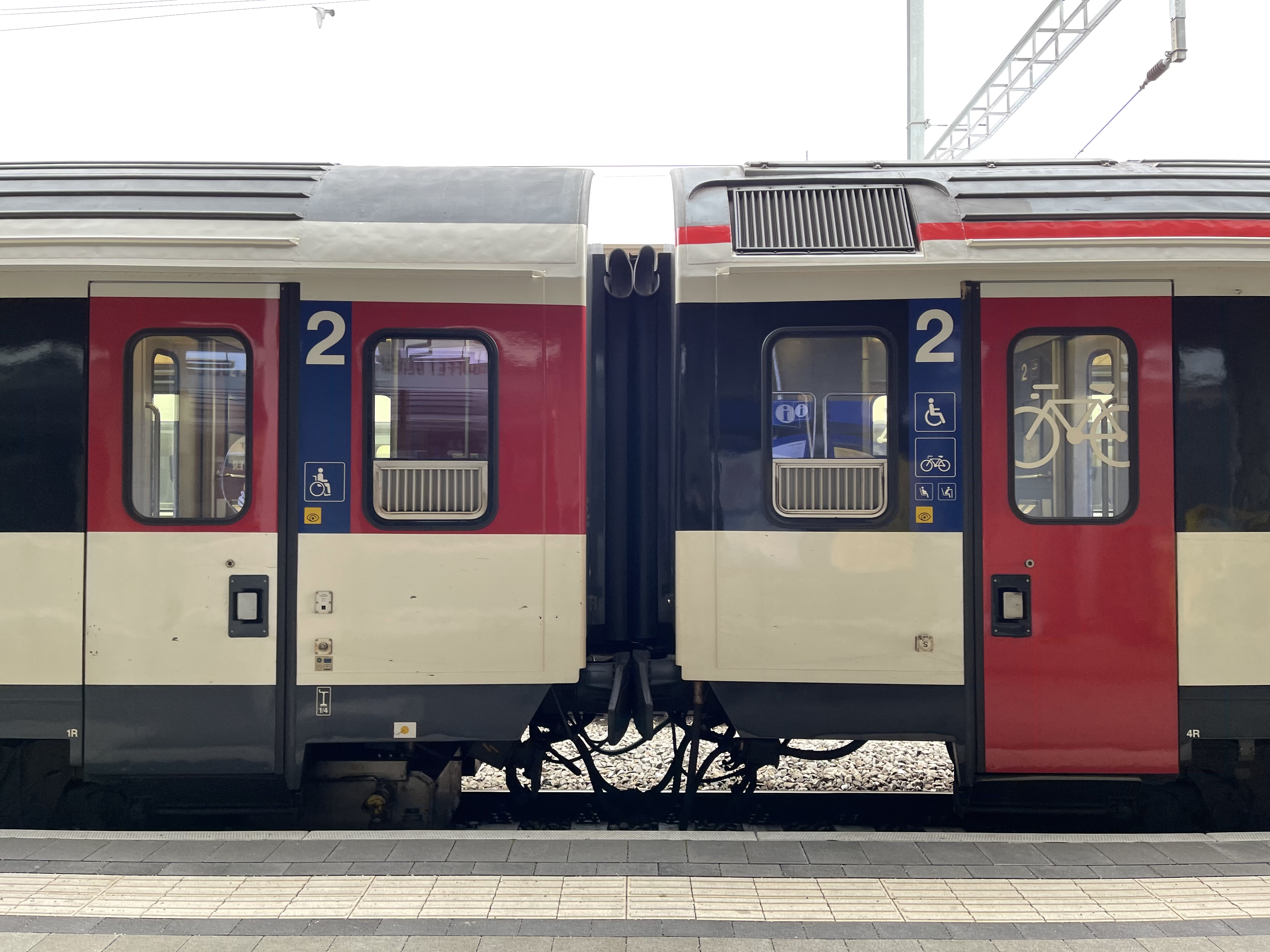
Comparaison entre les voitures rénovées (2021, à droite) et l'ancienne livrée IC, à gauche.

Les VU IV recevront prochainement une nouvelle peinture avec des portes entièrement rouge et le bandeau des fenêtres entièrement noir. Un liseret rouge sera alors instauré sur le haut de la caisse ainsi qu'une courte bande jaune de la longueur de la porte sera installée pour les voitures de 1ère classe.

## Futur et remplacement
À l'horizon 2030, les VU IV seront principalement utilisées en tant que renfort (par exemple couplées à des IC2000) en heure de pointe puis seront progressivement réduites en nombre puis retirées du service à l'horizon 2035. Aucun projet de création de future voiture (VU V) n'est pour l'instant proposé mais les VU IV pourront être remplacées à l'avenir par les RABe 512 (duplex IR) sur les lignes InterRegionales.

## Sources
- SBB-Reisezug- und Gepäckwagen, herausgegeben vom Generalsekretariat der SBB, Bern 1982, Voitures et fourgons CFF, édité par le Sécretariat général CFF, Berne 1982 (publication bilingue, allemand et français).
- Voiture Unifiée IV / Eurocity: le train-navette ¦ CFF : https://www.sbb.ch/fr/gare-services/pendant-le-voyage/nos-trains/eurocity.html

- (de) Cet article est partiellement ou en totalité issu de l’article de Wikipédia en allemand intitulé « Einheitswagen Normalspur (Schweiz) » (voir la liste des auteurs).